# Million Dollar Baby (film, 1941)
 (septembre 2024).
Si vous disposez d'ouvrages ou d'articles de référence ou si vous connaissez des sites web de qualité traitant du thème abordé ici, merci de compléter l'article en donnant les références utiles à sa vérifiabilité et en les liant à la section « Notes et références ».
Pour les articles homonymes, voir Million Dollar Baby (homonymie).
Pour plus de détails, voir Fiche technique et Distribution.
Million Dollar Baby est un film américain réalisé par Curtis Bernhardt, sorti en 1941.

## Fiche technique
- Titre : Million Dollar Baby
- Réalisation : Curtis Bernhardt
- Scénario : Casey Robinson, Richard Macaulay et Jerry Wald d'après une nouvelle de Leonard Spigelgass
- Costumes : Orry-Kelly
- Photographie : Charles Rosher
- Montage : Rudi Fehr
- Musique : Friedrich Hollaender
- Société de production : Warner Bros.
- Pays de production : États-Unis
- Format : Noir et blanc - 1,37:1
- Genre : comédie
- Durée : 100 minutes
- Date de sortie : 1941

## Distribution
- Priscilla Lane : Pamela McAllister
- Jeffrey Lynn[1] : James Amory
- Ronald Reagan : Peter Rowan
- May Robson : Cornelia Wheelwright
- Lee Patrick : Josie La Rue
- Helen Westley : Mme Galloway
- George Barbier : Marlin
- Nan Wynn (en) : Flo
- John Qualen : Dr Patterson
- Walter Catlett : Mr Simpson
- Fay Helm : Mme Grayson
- Richard Carle : George
- John Ridgely : Ollie Ward
- Maris Wrixon : Diana Bennet
- James Burke : Callahan
- Charles Halton : Parkinson
- Johnny Sheffield : Alvie Grayson